# Poemen

Abba Poemen le Grand (en grec : Ὁ Ἅγιος Ποιμήν; ποιμήν signifie « berger » ou « pasteur ») était un moine chrétien et père du désert des IVe et Ve siècles de notre ère. Il est l'Abba (Père) le plus cité dans les Apophtegmes des Pères du désert, au point que certains auteurs envisagent qu'il s'agisse d'un nom générique plutôt qu'un personnage réel.

## Sources et historicité
Abba Poemen est l'Abba le plus souvent cité dans les Apophtegmes des Pères du désert : près d'un quart des paroles sont par ou à propos de Poemen. Abba Poemen figure également en bonne place dans un autre recueil de paroles des Pères du désert, la Collectio Monastica. 
Certains auteurs considèrent l' Abba Poemen des Apophtegmes comme étant simplement un Abba générique du désert (le « père berger ») sous le nom duquel serait rassemblées les paroles de différents Abbas. A L'inverse, d'autres auteurs attribuent à Poemen et à son groupe la collecte des nombreuses paroles qui sont devenues l'Apophtegmes. Wilhelm Bousset et William Harmless traitent tous deux Poemen comme un personnage historique. 

## Hagiographie
Abba Poemen est plus souvent cité pour son don de guide spirituel, que reflète le nom « Poemen » (« Berger »), plutôt que pour son ascétisme.  
Abba Poemen vivait dans un monastère au désert de Sceté, l'un des premiers centres du monachisme oriental. En 407 apr. J.-C., le monastère fut envahi par des pillards, dispersant les moines. Abba Poemen et Abba Anoub, accompagnés d'une poignée de moines, s'enfuirent à Térénouthis, sur le Nil.  Abba Poemen et son groupe y ont d'abord vécu dans un temple païen abandonné. Les différents raids sur Sceté marquèrent un tournant dans le monachisme du désert . Abba Poemen et son groupe rassemblent la tradition orale des moines de Scété dont témoignent les Apophtegmes. Agathon de Scété serait au nombre de ses disciples.
La personnalité d'Abba Poemen a été décrite comme celle d'un berger sage plus que d'un ascète du désert. Il était connu pour sa tolérance envers la faiblesse des autres. Une histoire apocryphe raconte que certains des moines les plus âgés ont contacté Abba Poemen pour obtenir ses conseils sur la façon de traiter les moines qui s'endormaient pendant leurs prières. Ils étaient enclins à réveiller le moine endormi, tandis qu'Abba Poemen adoptait une approche plus compatissante en conseillant : « Pour ma part, quand j'ai vu un frère qui somnole, je mets sa tête sur mes genoux et je le laisse se reposer ».  Abba Poemen était généralement opposé à l'octroi de pénitences sévères à ceux qui avaient glissé spirituellement. Lorsqu'un moine venait vers lui qui avait commis un « grand péché », Abba Poemen réduisait sa pénitence de trois ans à trois jours. 

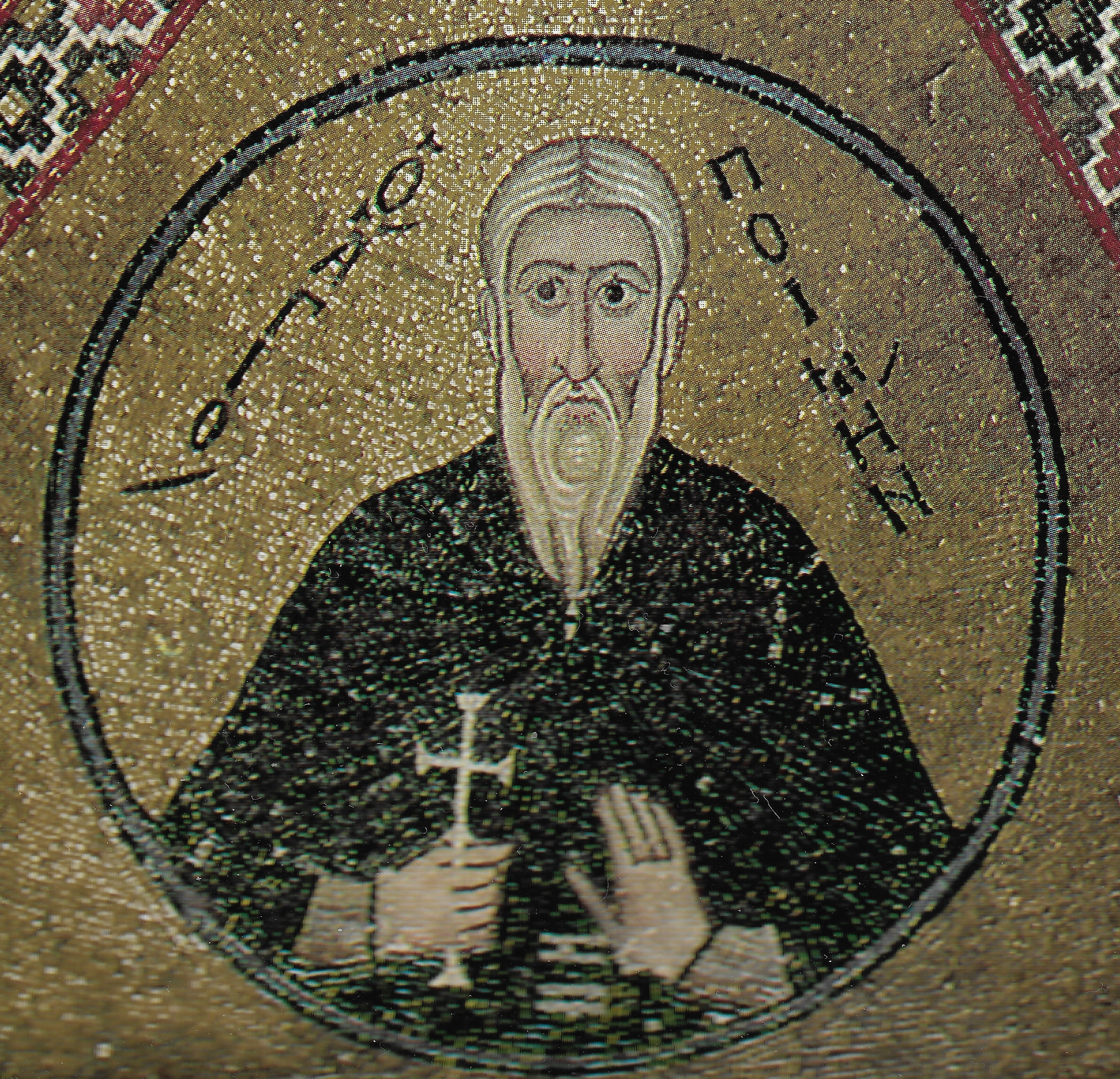
Abba Poemen représenté sur une mosaïque du XIe siècle au Monastère d'Osios Loukas,

Une autre histoire, bien qu'également utilisée pour soutenir la tendance de Poemen à « s'abstenir de juger », raconte l'histoire d'un frère moine avec une femme (Harmless cite une source affirmant qu'elle était une « maîtresse »,  mais la Collection systématique utilise le mot grec pour « femme »/« épouse ») qui a eu un enfant — on ne sait peut-être pas qui était le père. Abba Poemen lui a envoyé une bouteille de vin en cadeau, pour fêter ça, et le frère était si « conscient... [qu'il] a ensuite renvoyé la femme ».
Abba Poemen a également été décrit comme un orateur charismatique qui enseignait davantage par l'exemple qu'en donnant la leçon aux autres. Lorsqu'un moine en visite lui a demandé s'il devait assumer un rôle d'autorité sur les frères avec lesquels il vivait, Abba Poemen a répondu : « Non, soyez leur exemple, pas leur législateur » . Le jugement des autres était également étranger à sa nature. Il a déclaré un jour : « Un homme peut sembler silencieux, mais si son cœur condamne les autres, il bavarde sans cesse. »  Les écrivains modernes attribuent au don de mémoire d'Abba Poemen le fait de garder vivantes de nombreuses histoires de l' Apophtegmata Patrum . Beaucoup de ces histoires sont des souvenirs d'Abba Poemen de son temps avec les moines de Scetis. Un évêque copte du VIIe siècle, Zacharie de Sakha, croyait qu'Abba Poemen était un écrivain, ce qui laisse supposer qu'il aurait pu être l'un des auteurs des Apophtegmes . 

## Culte
Il est considéré comme saint dans le christianisme oriental. Son jour de fête est le 27 août dans le calendrier julien (le 9 septembre dans le calendrier grégorien ).